# Ceropegia ringens
Ceropegia ringens är en oleanderväxtart som beskrevs av Achille Richard. Ceropegia ringens ingår i släktet Ceropegia och familjen oleanderväxter. Inga underarter finns listade i Catalogue of Life.